# ヘキサニトロヘキサアザイソウルチタン
| ヘキサニトロヘキサアザイソウルチタン       | ヘキサニトロヘキサアザイソウルチタン                                          |
| ------------------------------------------ | ----------------------------------------------------------------------------- |
| ヘキサニトロヘキサアザイソウルチタン構造式 |                                                                               |
| 別名                                       | HNIW CL-20 2,4,6,8,10,12-ヘキサニトロ- 2,4,6,8,10,12-ヘキサアザイソウルチタン |
| 分子式                                     | C6H6N12O12                                                                    |
| 分子量                                     | 438,19 g/mol                                                                  |
| CAS登録番号                                | [135285-90-4]                                                                 |
| 密度と相                                   | 2.04 g/cm3,                                                                   |
| 融点                                       | 273 ℃                                                                         |
| 爆薬としての性質                           |                                                                               |
| 爆速                                       | 9400 m/s, 仮比重 2.04                                                         |
| 爆速                                       | 9100 m/s, 仮比重 1.98                                                         |
| 鋼板試験猛度                               | 7.20                                                                          |
| トラウズル値                               | 253                                                                           |
| RE係数                                     | 2.04                                                                          |
| 危険性                                     |                                                                               |

ヘキサニトロヘキサアザイソウルチタン（英語: hexanitrohexaazaisowurtzitane 略称：HNIW、CL-20）は、2020年時点で実用化、量産されている爆薬の中では最大の威力を持つ。
この物質は化合物としては特殊な出自を持っていることが知られている。最初に行われたのはスーパーコンピュータによる分子内の電子軌道計算による理想的な爆薬としての化合物の構造の計算であった。そうして先に分子構造を決定した上で合成法が研究され、実用化された。天然には存在しない。
名前の中にあるウルチタン（wurtzitane、ウルツィタンとも）とは核となる物質の名称であり、構造が硫化亜鉛の鉱物のひとつウルツ鉱（wurtzite）の結晶構造に似ていることにちなむ（よって語尾の「チタン」は金属チタン（英:Titanium）を指すものではない）。なおウルチタンはアイサン (iceane) とも呼ばれるが、これは氷の結晶構造にも構造が似ることによる。
ニトロ基を6個も持っていることに加えて分子構造自体が歪みを持っているため、極めて高いエネルギーを内包しており、火薬としての破壊力が大きい。また炭素6個に対して酸素が12個と酸素バランスが良く、燃焼時に遊離炭素や一酸化炭素が発生しにくい。そのため燃焼ガスの無害性に加えて、銃弾の推進剤として使用した場合に消炎剤を添加しなくても遊離炭素が空気中の酸素と燃焼して発生する二次火炎が小さくなり、単純な火薬力以外の面でも優れた火薬であることを示している。
結晶にはα型, β型, γ型, ε型の四種類があるが、前三者は感度が高すぎて実用に耐えず、安定したε型結晶だけが爆薬として使用されている。用途は広く、砲弾などの炸薬からマルチベース火薬の原料として弾薬・実包などにも使用されている。
破壊力をトリニトロトルエン（TNT）比に換算したRE係数は2.04であり、国連の危険物輸送に関する勧告ではTNT換算190%とするように通達されている。

## 歴史
- 1987年にチオコール社（Thiokol）のアーノルド・ニールソン博士(Arnold Nielson)によって合成された。初期段階では合成に高価なパラジウム触媒が必要で、コストが非常に高く1ポンドあたり3千ドル以上にもなった。
- 1993年12月16日にHNIWの発明によりアーノルド・ニールソン博士を含む48人の研究チームのメンバーはチーム賞を受賞する。
- 1996年6月19日にNAWCWD(Naval Air Warfare Center Weapons Division)とチオコール社は共同開発計画の契約を締結する。CL-20という番号はこの時にNAWCWDから与えられた。共同研究により1ポンドあたり100ドルにまでコストダウンに成功した。
- 1999年に旭化成工業でメタノール溶媒でα型, β型, γ型のヘキサニトロヘキサアザイソウルチタンを溶解させ、溶媒を蒸発させて結晶を析出させることで第四のε型結晶が発見される。

## 製造方法
以下の式のように、ベンジルアミンとグリオキサールからウルチタン構造を作り、ベンジル基を除去したのちにアセチル化、最後にニトロ化を施して製造する。

## 関連特許
- 特許公開2002－284595  高性能炸薬組成物
- 特許公開2001－072485  高推力固体推進薬
- 特許公開2000－247771  一、二もしくは三塩基性の銃弾薬用推進火薬およびその製造法
- 特許公開2000－154084  ヘキサニトロヘキサアザイソウルチタン組成物及び該組成物を配合して成る高性能火薬組成物
- 特許公開2000－128685  ε多形型のヘキサニトロヘキサアザイソウルチタンの製造方法
- 特許公開平11－322752  種子結晶を用いたε－ヘキサニトロヘキサアザイソウルチタンの結晶化方法
- 特許公開平11－171680  高性能火薬組成物
- 特許公開平11－060372  雷 管
- 特許公開平11－060371  導火管
- 特許公開平11－060370  シート状又は紐状爆薬
- 特許公開平10－287675  種子結晶を用いたε－ヘキサニトロヘキサアザイソウルチタンの製法
- 特許公開平10－287674  ε－ヘキサニトロヘキサアザイソウルチタンの製法
- 特許公開平10－059792  発火性組成物
- 特許公開平06－321962  ヘキサキス（トリメチルシリルエチルカルバミル）ヘキサアザイソウルチタン
- WO98/016529  アシル基を有するヘキサアザイソウルチタン誘導体の製造方法
- WO98/005666  ヘキサニトロヘキサアザイソウルチタンの製造方法